# 饶斌

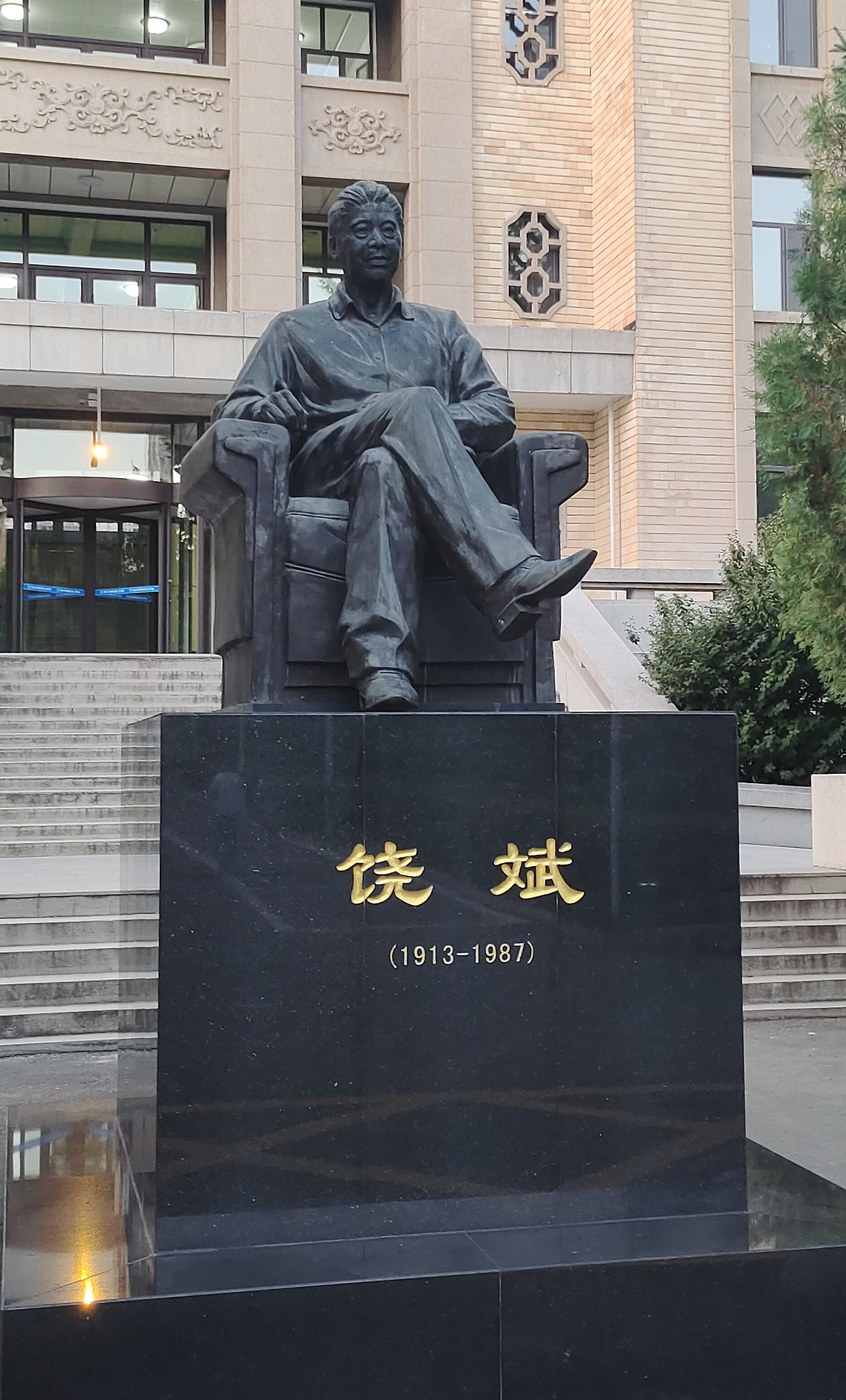
饒斌塑像，位於吉林大學南嶺校區（原吉林工業大學）

饶斌（1913年—1987年8月29日），原名鸿熹，祖籍江苏南京，生於吉林省吉林市，中华人民共和国政治人物、中國汽車工業奠基人，被誉为“中国汽车之父”。

## 生平
1926—1930年南开中学读书，接触进步同学王兴让、张敬载、张源等人后，阅读了一些进步书籍，因家庭经济困难而接受革命思想。1930年冬高中二年级，听说满铁医科大学招生，凡是录取的东北籍学生不要学费还发伙食费，就改名为饶斌，借了高中毕业证书报考被录取，1931年初到满铁医科大学读书。九一八事变后，集体离校经大连乘船到天津，国民政府决定：满洲医大入关的东北流亡学生，集体转入上海同济大学医学院，免除学费、宿费、杂费，生活费自理。1931年11月入上海同济大学医学院，结识进步同学王延春，裘法祖、过晋源是低一班的同学。1931年11月24日因锦州抗战，上海市的大学生七千余人赴南京敦促政府出兵，饶斌当时串连从满洲医大来的同学和逐渐熟识的进步同学十余人，参加了这次请愿，同济大学共去77人。12月13日上海各校组成两千余人的赴京示威团赴南京。医学院饶斌等36名学生参加。1932年1月28日“一·二八”事变，饶斌积极参加学生抗日活动。1933年下半年，饶斌由德文补习班转入医科大学部，由进步同学梁成广介绍加入共青团。1933年12月初上级团组织与同济大学团组织联系的交通员被捕叛变，团支部书记梁成广被捕。饶斌与李昌出逃，同济大学开除了3人的学籍。乘船回到天津，这时家里极端困难，只好到青岛市北京路小学教书。1934年7月初离开青岛，考入上海医学院，同学有端木蕻良。1936年暑假因为当家教挣生活费期终考试两门不及格被留级。在上海与中共中央特科工作过的严希纯接触。
抗日战争期间，饶斌弃笔从戎，太原参加八路军。1937年10月1日到岚县城，分配到八路军第一二〇师政治部宣传部任干事。1937年11月调入晋西北临时省委（对外称八路军第一二〇师民运部）宣传部工作。1938年4月任晋西北区党委秘书长。饶斌在区党委工作一年多，觉得对基层情况了解太少，为能更好地深入基层锻炼，提出愿到下面工作，1939年春调任静乐地委副书记兼宣传部长和统战部长。1940年2月底调任文交地委（晋绥八地委）书记，八专署专员康世恩，下辖的交东县抗联主任华国锋。1942年8月为加强八地委工作，调罗贵波任地委书记、军分区司令和政委，饶斌调回被分配到晋绥分局党校教育长。
抗日战争胜利后，1945年9月22日随林枫率领的干部队自兴县李家湾出发，10月20日抵达沈阳。担任辽宁省工委（书记陶铸，副书记白坚兼任组织部长）组织部副部长。11月26日中共撤出沈阳市区，在本溪任辽东省委组织部副部长。1946年1月发生张莘夫事件。东北局和辽东省委为此事撤销吴亮平的地委书记兼抚顺市委书记职务，派饶斌接任抚顺地委书记兼市委书记，1946年2月就职。1946年3月20日国民党军大举进攻，东北解放军总部突然撤退，抚顺失陷，饶斌率领地委、专署、军分区等机关，撤至市郊南杂木，后来又撤至新宾县，没能破坏发电厂，没抢运莲岛湾军用仓库的物资。1946年5月14日到长春，东北局分配饶斌任吉林市委书记。5月16日到吉林市上任。5月27日，东北军区政治部主任周桓代表东北局宣布关于从吉林市撤退的决定。饶斌、沈越率领市委、市政府人员撤至郊区乌拉街。7月初，中共吉林省委决定撤销吉林市委，省委书记张启龙决定调饶斌回省委分配工作。任东北民主联军图们办事处处长兼图们卫戍司令部司令员，两块牌子一套机构。。负责管理口岸人员过境、物资过境、开展中苏中朝贸易。1947年10月，东北民主联军总部决定撤销图们办事处。1947年10月31日任哈尔滨市委组织部长，1947年12月29日任副市长。1948年1月30日市府政务会上，决定成立市经济委员会和劳动局，由饶斌兼任经委会主任和劳动局长。。1948年11月3日接任哈尔滨市长。1949年4月23日代理市委书记。1949年6月15日，东北局任命李常青为市委书记，饶斌为第一副书记兼市长。李常青因病未到任，由饶斌主持市委工作。直至1949年底东北局任命松江省委书记张策兼任市委书记。
中华人民共和国成立后，1950年7月任松江省政府副省长兼党组书记。1951年9月辞去哈尔滨市长职务，任松江省省委副书记、第一副省长兼省计划委员会主任。1952年6月，省委书记张策调走，李常青任省委书记并兼哈尔滨市委书记。高岗发动松江省委批判饶斌的“右倾”错误，免掉副省长(党组书记)和省委副书记的职务，评级时压低一级。1952年7月22日晚高岗接见饶斌谈话，把饶斌调任东北人民政府计划委员会秘书长。又兼任刚创建的东北财经学院院长。
1953年1月5日，调任第一机械工业部第一汽车制造厂厂长。1960年1月5日，任第一机械工业部副部长兼六局(汽车轴承局)局长。 当时汽车局有两位副局长，一个是彭淦，另一个是从一汽调来的刘守华。1961年5月调任国家经委副主任，主管地方工业，分管企业局及调研室工作。1963年9月17日，经中组部安排，决定对饶斌工作进行调动，下放到南京汽车制造厂任副厂长，在发动机车间曲轴工段蹲点劳动，进行调查研究，抓生产技术管理，进行政治思想工作。为达到均衡生产的要求，他以抓设备完好率为突破口，从作业计划入手。1964年11月，江苏省委组织干部下乡搞“四清”运动，南汽奉命组织一个工作队，由饶斌带队到镇江小裔庄集训。
1964年中国经济情况好转，中共中央在制定第三个五年计划的时候，决定第二汽车厂建在“三线”。饶斌于1964年11月下旬调回北京，负责筹建第二汽车制造厂。1967年8月，突然不让饶斌抓生产靠边站了，主要是“假党员”等所谓的历史问题。1968年3月被送回长春接受群众组织审查，在长春期间还为二汽解决了大批工程技术决策问题、二汽在长春工作人员的租房、并从省委党校把20多名没有接收单位的大学毕业生分配给了二汽，3月底回到十堰。1968年7月再次被送回长春接受群众组织审查，以所谓的苏修“特嫌”被在长春的二汽“大联委”“饶斌专案组”关押在锻造厂。1968年底被“解放”，参加湖北省革委会的毛泽东思想学习班，1969年6月结业，红卫厂建设总指挥部的指挥组下属的计划组当计划员，9月17日“斗批改”清理阶级队伍的整党小组通过饶斌第一批恢复组织生活并作出鼓励的评语，出任指挥部副组长兼下属的规划组组长。1970年初任红卫厂建设总指挥部的副总指挥，分工管生产准备。1970年4月被提名为湖北省参加第四届全国人大代表。1972年6月16日，湖北省委任命饶斌为二汽建设总指挥部党委副书记。1972年底撤回全部军代表，被湖北省委任命为二汽革委会主任、党委第一书记。
1977年，任中华人民共和国第一机械工业部副部长兼汽车总局局长。1980年12月27日，中共中央同意免去饶斌十堰市委第一书记、第二汽车制造厂党委第一书记职务，任命黄正夏为十堰市委第一书记和第二汽车制造厂党委第一书记。1981年3月任第一机械工业部部长。1982年，任中国汽车工业公司董事长。1987年去世。

## 家庭
- 夫人张矛：在商业部教育局工作。1970年11月调红卫厂建设总指挥部三分部（即二汽）政工组副组长，分管组织组和教育组。1972年7月4日任二汽政治部主任。1972年12月任二汽革委会副主任。
- 长子饶达：空军航校发动机修理专业毕业。转业后在北京汽车制造厂搞转子发动机。1970年11月调二汽工作。1971年夏天与打字员张华枝结婚。
- 次子饶凯：从北京农机学院机械设计与制造专业系毕业后，分配到沈阳拖拉机制造厂
- 三子饶钢（饶小钢）（1947年7月4日-）：1966年考取解放军艺术学院，但因文革停招，到河北农村插队。1969年12月参加海军，在驱逐舰上当水兵。
- 四子饶延风（饶小彦）：山西太原黄陵公社插队。1969年12月底到第一军一师一团当兵。
- 五子饶强（饶小强）：初中毕业，1969年末入二汽冲模厂做钳工学徒工。

- 岳父张豫和
- 父亲饶润生
- 母亲何福庄
- 长兄饶鸿焘